# William Gilbert (autor)
William Gilbert (20 de mayo de 1804-3 de enero de 1890) fue un escritor y cirujano británico. Gilbert escribió numerosas novelas, biografía y cuentos especialmente durante los años 1860 y los años 1870. Es conocido por ser el padre del dramaturgo W. S. Gilbert.

## Biografía
Gilbert nació en Bishopstoke (Hampshire), siendo el hijo mayor de William, un comerciante de Blackfriars, y de Sarah. Su padre murió a los 32 años, cuando Gilbert tenía sólo siete años de edad, por lo que él y sus hermanos Joseph y Jane fueron criados en Londres por su la hermana de su madre y su esposo, Mary y John Samuel Schwenck.
Gilbert sirvió como guardiamarina en la Compañía Británica de las Indias Orientales entre 1818 y 1821, pero no le gustaron las condiciones de trabajo por lo que renunció. Posteriormente, pasó varios años en Italia y no regresó a Inglaterra hasta 1825. Allí estudió en el Guy's Hospital e fue admitido en el Royal College of Surgeons of England en 1830. Gilbert trabajó como cirujano asistente en la Marina Real Británica, pero renunció al puesto cuando empezó a recibir renta de las propiedades de su padre. En 1832 se casó con Mary Ann Skelton, quien murió dos años después. El 14 de febrero de 1836 se casó con Anne Morris. El hijo mayor de la pareja, W. S. Gilbert, nació el 18 de noviembre de 1836. A pesar de que Gilbert y su esposa tuvieron una relación tumultuosa, la pareja tuvo tres hijos más: Jane, Maude y Florence.

### Inicios de carrera
Gilbert inició su carrera como escritor alrededor de 1857. Durante su vida, siempre estuvo preocupado por el bienestar de los pobres y fue el secretario honorario de la Society of the Relief of Distress. Su interés en la pobreza es evidente en sus escritos y uno de sus temas más recurrentes fue que la pobreza era la mayor causante del crimen. Este tema también sería recurrente en las obras de su hijo. Una de las primeras obras de Gilbert fue un panfleto titulado On the Present System of Rating for the Relief of the Poor in the Metropolis (1857). En 1858, publicó anónimamente Dives and Lazarus, or the adventures of an obscure medical man in a low neighbourhood, una narración ficticia sobre la brecha entre las vidas de los ricos y los pobres. Su novela de 1860 The Weaver's Family también explora ese tema, el cual continuaría apareciendo en las obras de Gilbert incluyendo Contrasts; dedicated to the ratepayers of London (1873) y The City; An Inquiry into the Corporation, its livery companies, and the administration of their charities and endowments, en la cual describe como 50.000 obreros fueron desalojados de sus casas para hacer espacio para la Metropolitan Railway. EN una época donde dominaba el machismo, Gilbert también escribió varios artículos sobre la discriminación a las mujeres.
En 1859, Gilbert publicó la novela Margaret Meadows, A Tale for the Pharisees, la cual fue adaptada en una obra teatral titulada Mary Warner por Tom Taylor. Una de sus novelas más exitosas fue Shirley Hall Asylum: Or the Memoirs of a Monomaniac (1863), la cual narra las historias de varios pacientes de un asilo psiquiátrico desde el punto de vista de un prófugo que enloquece tratando de resolver el problema del móvil perpetuo. La primera novela que Gilbert publicó bajo su propio nombre fue Christmas Tale: The Rosary, a Legend of Wilton Abbey (1863), la cual es narrada en primera persona como la confesión de Alicia Longspée, quien había sido la abadesa de la Abadía de Wilton en el siglo XV. La siguiente novela de Gilbert fue De Profundis, a tale of the social deposits (1864), la cual narra la historia de un niño abandonado que es rescadado por un miembro de la Guardia Escocesa y que posteriormente se casa con la hija del hombre que lo rescató. Otro de sus libros de 1864 fue The Goldsworthy Family, or the country attorney sobre un abogado poco ético.
En 1865, Gilbert escribió The Magic Mirror, una colección de cuentos que fue ilustrada por su hijo W. S. Durante los primeros años de su carrera, Gilbert también escribió cuentos y artículos para numerosas publicaciones (generalmente de forma anónima) tales como The Cornhill Magazine, Temple Bar, St. Paul's, The Quiver, The Contemporary Review, The Sunday Magazine, Good Things, Good Words, Strahan's Boy's and Girl's Annual y Fortnightly Review.
Una de las obras más conocidas de Gilbert es su serie de cuentos Innominato, la cual fue publicada en varias revistas, incluyendo Argosy. Los cuentos fueron recolectados en la colección The Wizard of the Mountain (1867). Los cuentos narran la historia de un enigmático mago y astrólogo llamado el Innominato (en español, el Innombrable) que vaga por la Italia del siglo XII tratando de usar sus poderes para ayudar a las personas.

### Últimos años
En 1868, Gilbert escribió The Doctor of Beauweir, una novela semiautobiográfica que narra la vida de un médico galés. King George's Middy (1869), también ilustrado por su hijo, relata las aventuras de un escudero de Leicestershire que se convierte en un guardiamarina y naufraga en la costa de África. En 1869, también publicó otra novela, titulada Sir Thomas Branston. Más tarde en ese año, Gilbert publicó su biografía más famosa, Lucrezia Borgia, Duchess of Ferrara: a biography: Illustrated by rare and unpublished documents, en la cual argumentaba que no existía evidencia de que Lucrecia Borgia hubiera cometido ninguna de las inmoralidades que comúnmente se le atribuían. Esta biografía fue seguida por The Inquisitor, or the Struggle in Ferrara (1870), sobre la vida de Renata de Francia, Duquesa de Ferrara.
Otro tema recurrente en las obras de Gilbert es su desagrado por la religión organizada, especialmente por la Iglesia católica. Dos obras de este periodo son Facta non Verba: a comparison between the good works performed by the ladies in Roman Catholic communities in England and the unfettered efforts of their Protestant sisters (1874) y Disestablishment from a Church point of view (1875).
Gilbert era conocido por su fuerte temperamento y al parecer era difícil convivir con él, imponiéndole restricciones arbitrarias a su esposa e hijas. Después de muchos años de matrimonio, Gilbert abandonó el hogar de su familia y se separó de ella en 1876 después de 40 años de convivencia. A pesar de todo, dejó a su esposa e hijas una renta considerable así como la casa de la familia pensando que podría vivir de sus ingresos como escritor. Sin embargo, Gilbert se enfermó gravemente poco después y sus doctores le recomendaron no escribir. Su esposa se rehusó a asistirlo y no le permitió regresar al hogar. W. S. Gilbert trató de interceder por su padre ante su madre, pero ella no cambió de parecer, por lo que W. S. rompió todo contacto con ella. Gilbert tuvo que mudarse a la casa de Jane, su única hija casada, en Salisbury, en donde pasaría el resto de su vida.
En 1877, Gilbert publicó Them Boots, otro libro describiendo personajes de las clases más bajas de la sociedad. En ese año también publicó The City. Otro de los temas recurrentes de Gilbert era los peligros del alcoholismo, los cuales fueron centrales en Nothing but the Truth (1877). En, 1879, escribió Mrs. Dubosq's Bible sobre un grupo de Hugonotes franceses viviendo en Spitalfields y en 1880 Memoirs of a Cynic, una protesta contra la crueldad e hipocresía. Estas obras fueron seguidas por Modern Wonders of the World, or the new Sinbad (1881), una serie de 10 cuentos para niños. Su último libro, publicado en 1882, fue Legion, or the modern demoniac, en el cual ataca nuevamente las bebidas alcohólicas, las cuales el autor considera la causa del «crimen, libertinaje, suicidio, homicidio, brutalidad, crueldad, pobreza, idiotismo y locura.»
Gilbert murió a los 86 años y fue enterrado en Salisbury.

## Novelas y colecciones de cuentos
- Modern Wonders of the World, or the new Sinbad (1881)
- Memoirs of a Cynic (1880)
- Mrs. Dubosq's Bible (1879)
- James Duke, Costermonger. A tale of the social aspects (c. 1879)
- Them Boots (1877)
- Clara Levesque (1873)
- The Landlord of the «Sun» (1871)
- Martha (1871)
- Sir Thomas Branston (1869)
- King George’s Middy (1869; ilustrado por W. S. Gilbert)
- The Seven League Boots (1869; ilustrado por W. S. Gilbert)
- The Doctor of Beauweir, an autobiography (1868)
- The Wizard of the Mountain (1867)
- Doctor Austen's Guests (1866)
- The Magic Mirror: A Round of Tales for Young and Old (1865; ilustrado por W. S. Gilbert)
- Doctor Austin's Guests (1866)
- The Goldsworthy Family, or the country attorney (1864)
- De Profundis, a tale of the social deposits (1864)
- Christmas Tale: The Rosary, a Legend of Wilton Abbey (1863)
- Shirley Hall Asylum: Or the Memoirs of a Monomaniac (1863)
- The Weaver's Family (1860)
- Margaret Meadows, A Tale for the Pharisees (1858)
- Dives and Lazarus, or the adventures of an obscure medical man in a low neighborhood (1858)